# Casa Grande Hospital
Le Casa Grande Hospital est un ancien hôpital américain à Casa Grande, dans le comté de Pinal, en Arizona. Construit en 1928 dans le style Pueblo Revival, cet édifice est inscrit au Registre national des lieux historiques depuis le 20 novembre 2002.